# Castell de Pals
El castell de Pals és un castell termenat del segle ix en el nucli antic de Pals, al Baix Empordà. Es conserva la torre mestra de l'antic castell, coneguda com la Torre de les Hores pel campanar construït en el segle xv.

## Història
El castell està documentat l'any 889 en un precepte del rei carolingi Odó, relacionat amb el monestir de Sant Pau de Fontclara, on s'esmenta amb el nom de «castell de Mont Aspre». La relació d'aquest indret amb Pals la trobem en un document de l'any 1065: «castrum de Monte Aspero quod alio nomine vocatur Pals». L'any 994 els comtes de Barcelona i Girona, Ramon Borrell i Ermessenda, van donar-lo, amb l'església de Sant Pere, al bisbat de Girona.
Consta que a l'inici del s. XI, després del procés de feudalització, els senyors alodials d'aquest indret eren Quíxol, hereva de la senyoria i el seu marit Gausfred; un dels seus fills, Bernat Gausfred, senyor de Pals després de 1041, va vendre el castell als comtes de Barcelona Ramon Berenguer I i Almodis l'any 1065. De tota manera, els descendents de Gaufred continuaren tenint el castell com a feudataris del comte. Oliver Bernat, fill de Bernat Gausfred, deixà en el seu testament tots els béns que posseïa a Barcelona al monestir de Sant Feliu de Guíxols i el castell i la vila de Pals a la seva filla Ermessenda. El 1190, per donació d'Alfons el Cast, el castell passava a Ramon de Vilademuls amb els seus usatges i costums i posteriorment al vescomte Ramon de Turena, per concessió vitalícia del rei Pere I. A canvi d'això, el vescomte feu homenatge de boca i mans i esdevingué vassall del rei.

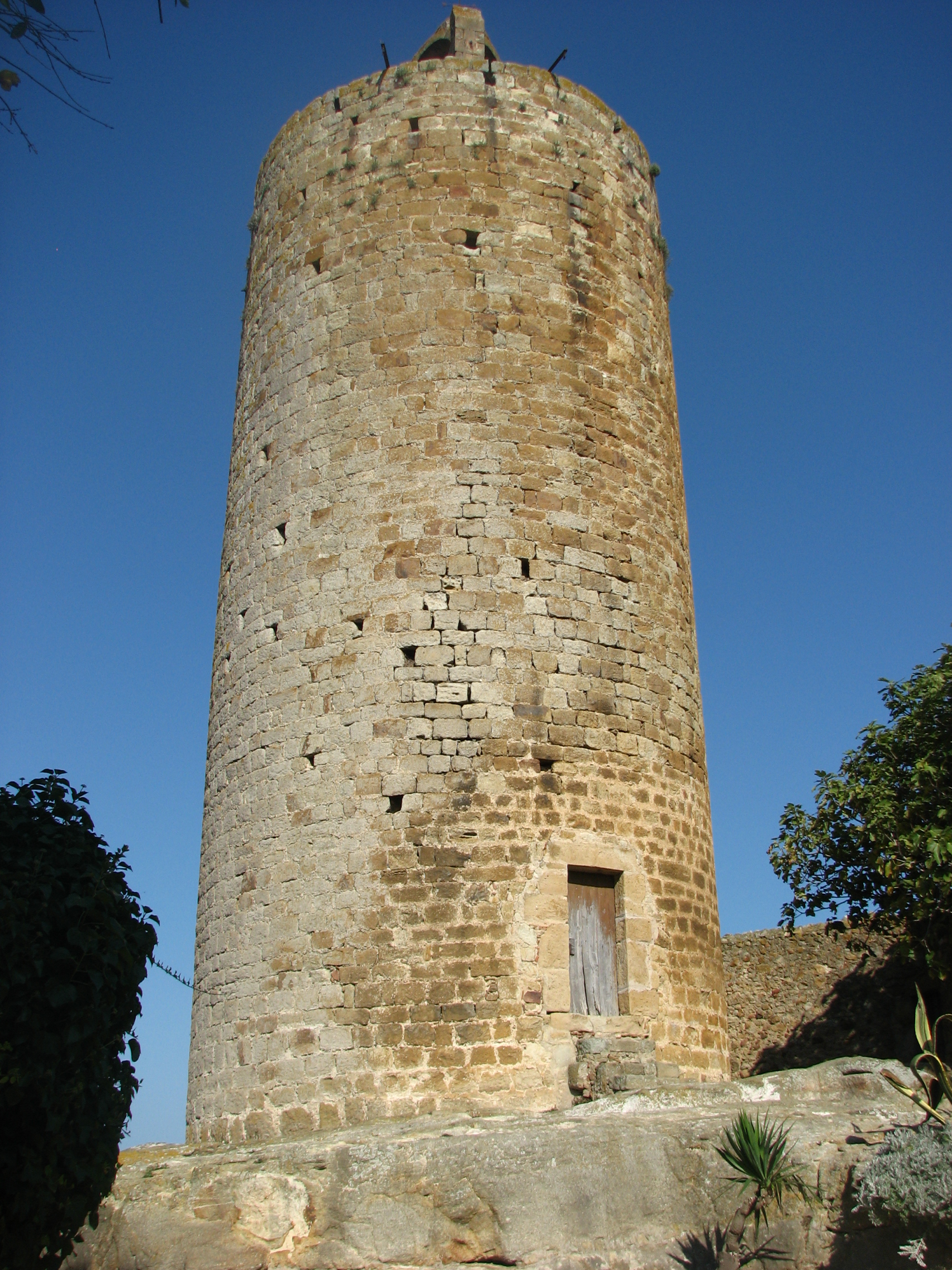
Antiga torre mestra, avui dia Torre de les Hores (agost 2011)

En època de Jaume I, el 1230, la senyoria de Pals passava al senyor de Torroella de Montgrí, Bernat de Santaeugènia. La filla de Bernat, Sança de Santa Eugènia, casada amb el vescomte Guerau VI de Cabrera, comprà el castell de Pals als sobirans. Sembla que a partir d'aquest moment va seguir els mateixos canvis de propietat que la baronia de Torroella fins que, l'any 1311, Jaume II l'incorporà a la corona. El 1321 Pals fou comprat pel bisbe i el capítol catedralici de Girona però el rei Jaume II en va recuperar el domini, que va cedir, per a tota la vida, a la seva muller Elisenda de Montcada. Diu un document de l'época que les rendes del castell de Pals valien uns 5.000 sous.
L'any 1338, Pere III confirmà la incorporació a la corona de Pals amb la possessió del mer i mixt imperi. En el fogatjament de 1359 es compten 43 focs a la vila de Pals, 30 dels quals eren del rei. L'any 1380 Pere III va cedir temporalment la vila i el castell al senyor de Cruïlles, ja que set anys més tard tornava a figurar com a possessió reial. Durant la guerra contra Joan II, al segle xv, el castell va quedar en molt mal estat. Per això, l'any 1478, el rei Joan II va donar permís de reaprofitar-ne les pedres per a refer les muralles i l'església de Sant Pere, respectant la torre mestra, que ens ha arribat fins avui i es coneix popularment com a torre de les Hores.

## Arquitectura

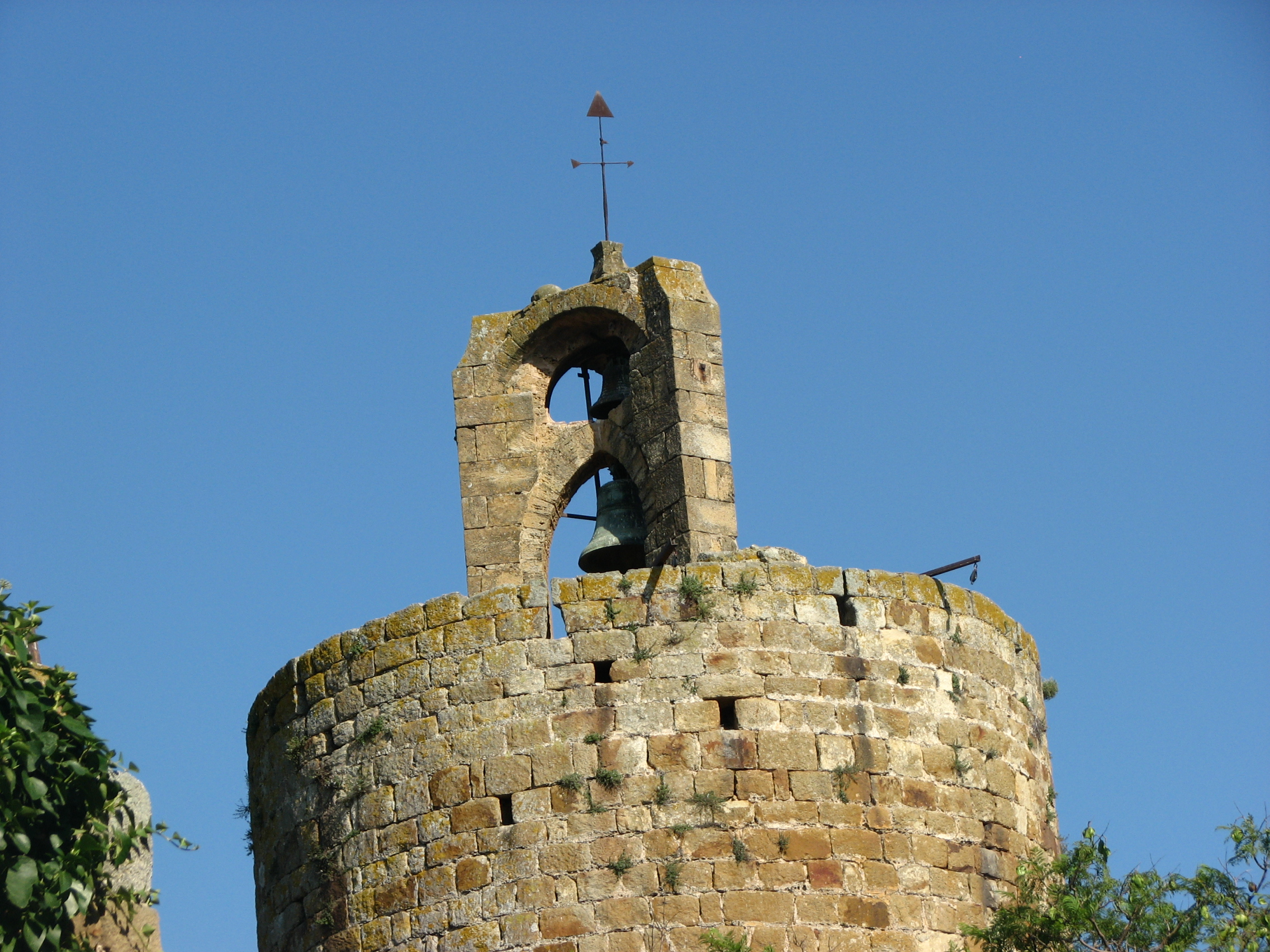
Campanar construït el dalt de la torre mestra (agost 2011)

La torre mestra del castell, datada del segle xii, de planta circular de 7 m de diàmetre, s'aixeca sobre un pòdium de roca natural. Té uns 15 m d'alçada i un gruix de parets de gairebé 2 m. A l'interior es divideix en dos pisos: l'inferior, d'uns 5,5 m d'alçada i cobert per una falsa cúpula amb una obertura central per a poder accedir-hi, i el pis superior, de 6,5 m i cobert també amb una cúpula. És una de les torres més ben conservades de l'Empordà.
A uns 7 m d'alçada de la torre —és a dir, al pis superior—, hi ha la porta d'entrada orientada a llevant. Acaba en un arc adovellat de mig punt format per deu dovelles i conserva, a banda i banda del llindar, dos forats on es devien inserir les bigues d'una plataforma de fusta que permetia l'accés a la porta mitjançant una escala de fusta o una corda. Els carreus de la torre són lleugerament escairats i de mida mitjana. El petit campanar que corona la torre es va afegir al s. XV i és el que li dona el nom, ja que s'hi col·locà un rellotge.
Malgrat que el castell fou destruït el segle xv, a la part inferior dels murs d'algunes cases situades a l'extrem sud del carrer de la Torre, es poden distingir filades de carreus de l'antic castell. Així mateix, en una casa situada a l'oest de la torre es van trobar elements del castell, el més destacat dels quals és una cambra coberta amb volta de canó.